# Doris Troy
Doris Troy (The Bronx (New York), 6 januari 1937 – Las Vegas, 16 februari 2004) was een rhythm-and-blues-zangeres, bij velen bekend als "Mama Soul".
Doris Troy werd geboren als Doris Payne in The Bronx als dochter van een predikant in de Pinkstergemeente. Omdat haar ouders de "goddeloze" R&B afkeurden, zong Doris Troy aanvankelijk in het kerkkoor. Ze werd in een theater ontdekt door James Brown. Ze werkte met Solomon Burke, The Drifters, Cissy Houston en Dionne Warwick voordat ze in 1963 haar eerste hit opnam ("Just One Look"). Op het hoogtepunt van haar carrière zong ze in het achtergrondkoor van de Rolling Stones, Pink Floyd, George Harrison, Dusty Springfield en Carly Simon.
Haar zus Vy schreef een musical over haar leven, getiteld "Mama, I Want To Sing". Deze musical werd meer dan 1500 keer uitgevoerd. De rol van Doris Troy werd gespeeld door Chaka Khan.
Doris Troy stierf aan de gevolgen van emfyseem in haar huis in Las Vegas.
- Bibliothèque nationale de France: cb139373933 (data)
- Gemeinsame Normdatei: 134570707
- International Standard Name Identifier: 0000 0001 0778 159X
- Library of Congress Control Number: no96040928
- Nationale Bibliotheek van Letland: 000079478
- MusicBrainz: edcce63f-0366-4f4b-8b9b-ed426eb09b65
- SNAC: w6nz86v3
- Système universitaire de documentation: 083002529
- Virtual International Authority File: 19870193
- WorldCat: E39PBJdCvXR93G4K4y8GRCqCwC